# Кіпорт (Вашингтон)
Кіпорт (англ. Keyport) — переписна місцевість (CDP) в США, в окрузі Кітсеп штату Вашингтон. Населення — 576 осіб (2020).

## Географія
Кіпорт розташований за координатами 47°42′0″ пн. ш. 122°37′27″ зх. д. / 47.70000° пн. ш. 122.62417° зх. д. (47.700067, -122.624300).  За даними Бюро перепису населення США в 2010 році переписна місцевість мала площу 1,81 км², з яких 1,27 км² — суходіл та 0,54 км² — водойми.

## Демографія
Згідно з переписом 2010 року, у переписній місцевості мешкали 554 особи в 239 домогосподарствах у складі 159 родин. Густота населення становила 306 осіб/км².  Було 264 помешкання (146/км²).
Расовий склад населення:
| - 92,8 % — білих - 1,4 % — азіатів - 1,3 % — чорних або афроамериканців - 0,4 % — корінних американців - 1,3 % — осіб інших рас |

До двох чи більше рас належало 2,9 %. Частка іспаномовних становила 3,2 % від усіх жителів.
За віковим діапазоном населення розподілялося таким чином: 21,3 % — особи молодші 18 років, 64,3 % — особи у віці 18—64 років, 14,4 % — особи у віці 65 років та старші. Медіана віку мешканця становила 41,6 року. На 100 осіб жіночої статі у переписній місцевості припадало 102,9 чоловіків;  на 100 жінок у віці від 18 років та старших — 99,1 чоловіків також старших 18 років.
Середній дохід на одне домашнє господарство  становив 87 602 долари США (медіана — 83 214), а середній дохід на одну сім'ю — 90 635 доларів (медіана — 83 679). Медіана доходів становила 60 203 долари для чоловіків та 27 644 долари для жінок. 
Цивільне працевлаштоване населення становило 282 особи. Основні галузі зайнятості: освіта, охорона здоров'я та соціальна допомога — 33,0 %, будівництво — 13,1 %, науковці, спеціалісти, менеджери — 11,3 %, виробництво — 9,9 %.